# São Mamede de Escariz
São Mamede de Escariz is een plaats (freguesia) in de Portugese gemeente Vila Verde en telt 395 inwoners (2001).